# 古巴土地改革
古巴土地改革试图打破过去古巴土地過於集中的局面，并将土地重新分配给农民、合作社和国家。古巴革命后的1959年—1963年，古巴政府通过一系列與土地改革有關的法律。1959年5月，第一部《土地改革法》获得通过，其中规定一个人可以拥有的土地上限为402公顷。这导致近40%的可耕地要从外国业主和公司手中转移到国家，然后国家将这些土地分配给农民和农业工人。第二部《土地改革法》于1963年通过，规定个人可拥有的土地上限为67公顷，這表明國家又收走另外30%的可耕地。